# Formateur
Un formateur (dal francese che sta per qualcuno che forma, che costituisce) è un politico nominato per guidare la formazione di un governo di coalizione, dopo le elezioni generali o il crollo di un precedente governo. Il ruolo del formatore è particolarmente importante nella politica di Belgio, Paesi Bassi, Lussemburgo, Italia, Israele e Repubblica ceca. Questi paesi hanno un sistema parlamentare, in cui l'esecutivo è eletto dal legislatore. Inoltre, usano la rappresentanza proporzionale per le elezioni in parlamento e hanno un sistema pluripartitico che rende improbabile che uno dei partiti ottenga una maggioranza assoluta. Possono esserci diverse combinazioni di partiti che potrebbero formare una coalizione. Il formatore è tradizionalmente nominato dal capo dello stato, ma nei Paesi Bassi è diventato il diritto del Presidente della Camera bassa ("presidente della Seconda Camera") all'inizio del XXI secolo.
Il formatore proviene spesso dal più grande partito della futura coalizione (anche se un partito ancora più grande può rimanere nell'opposizione) e generalmente diventa il nuovo capo del governo se la formazione di esso avviene. In una monarchia costituzionale questa nomina è un esercizio del potere di riserva, e rimane uno dei rari momenti in cui un monarca per lo più cerimoniale può svolgere un ruolo politico significativo.
Nella teoria dei giochi e nelle scienze politiche, il termine formateur party è usato per descrivere il partito che fa una proposta in un processo di contrattazione, più spesso quando si modella una formazione governativa.

## Scout, Informateur e Preformateur
Il lavoro del formatore può essere preceduto da uno o più informatori, anch'essi nominati dalla stessa autorità del formateur. L'informatore non dovrebbe combinare una coalizione, ma cercare di trovare sufficienti punti d'accordo per identificare una probabile coalizione, da cui viene poi selezionato un formatore per concludere un programma politico e comporre un gabinetto, di solito guidato da lui stesso. L'informatore dovrebbe essere qualcuno che non è considerato per l'incarico presso un ufficio ministeriale, sebbene alcuni ottengano un portafoglio nel futuro governo. Il ruolo è spesso occupato da uno statista in pensione di una certa statura, spesso un ex ministro del governo o un leader di partito.
Queste posizioni non sono descritte in nessuna legge, ma tendono a diventare parte della tradizione politica. Gli informatori sono diventati abituali in Belgio e nei Paesi Bassi  a partire dagli anni '50.
A loro volta, quest’ultimi possono essere preceduti dai cosiddetti Scout, ovvero individui ancor più “informali” dell’ “Informateur”, il cui compito è fornire informazioni al suddetto, il quale poi, conclusosi il suo lavoro, le fornirà al Formateur o al capo dello stato.
In straordinari casi in cui un certo percorso politico sia definito, ma allo stesso tempo vi siano divergenze tra i partiti, è prevista anche la figura del “Preformateur”, a metà tra Formateur e Informateur.

## Esempi nel mondo

### Belgio
Nei partiti politici belgi, ideologie politiche quasi identiche sono rappresentate da partiti distinti per ciascuna lingua. Ciò potrebbe portare a coalizioni di quattro o più partiti. L'incarico di informatore divenne troppo prestigioso per rischiare il fallimento, quindi furono introdotti nuovi termini essenzialmente per lo stesso compito, come "mediatore reale" ed "esploratore" dopo che la formazione del governo belga del 2007 fallì per mesi nel produrre una chiara prospettiva per la maggioranza, e il "preformateur" (presumibilmente per succedersi come formateur e Primo ministro in caso di successo) dopo le elezioni federali del 2010. Il lavoro può anche essere condiviso da due congiunti (In)Formateurs, ad es. uno fiammingo e uno francofono.

### Paesi Bassi
Nei Paesi Bassi, la coalizione di solito comprende due o tre parti. Da quando i Paesi Bassi adottarono la rappresentanza proporzionale nel 1918, nessuno dei partiti si è avvicinato a conquistare una maggioranza assoluta nella Seconda Camera. Pertanto, il processo di formazione è almeno altrettanto importante, se non più, dell'elezione stessa.
L'informatore, che ricerca le possibili opzioni di coalizione prima che si formi un nuovo gabinetto, è spesso un politico veterano, membro del Senato o del Consiglio di Stato. Spesso l'informatore presiede i colloqui con i possibili partner della coalizione, portando a un programma comune, l'accordo di coalizione. A volte, dopo la formazione di un gabinetto, l'informatore diventa un ministro. Piet Hein Donner è stato l'informatore del primo gabinetto di Balkenende, e in seguito è divenuto ministro della Giustizia.
Una volta che l'informatore ha trovato una coalizione potenzialmente vincente, torna dal monarca, che nomina un formatore, che presiede i colloqui sulle posizioni ministeriali che si svolgono tra i partiti che hanno già stabilito un regeerakkoord.  Una volta che i dettagli sono stati portati a termine, il formateur è pronto ad accettare un invito formale per diventare primo ministro. Jan Peter Balkenende era il formatore del secondo governo Balkenende.

#### Governo subnazionale
Anche nella politica provinciale e comunale si può nominare un formatore. In passato, i negoziati erano guidati dal più grande partito; ma soprattutto nelle difficili trattative, un formatore viene nominato "presidente" durante i negoziati, che è in qualche modo più neutrale. La differenza con un formatore a livello nazionale è che questo formatore locale non fa rapporto al re, ma al sindaco (municipale) o al commissario del re (provinciale).